# Castillo de Castelo Mendo
El castillo de Castelo Mendo es un castillo situado en la localidad de Almeida (Portugal). Está clasificado como un monumento nacional de Portugal.
Esta es una fortificación secundaria de la frontera terrestre entre España y Portugal. De arquitectura militar y gótica, este monumento se encuentra localizado a 762 metros sobre el nivel del mar y está rodeada de pendientes montañosas y rocosas.
En la época de la Guerra de la Independencia Española, una guarnición de diecinueve hombres en la villa resistió a las tropas napoleónicas bajo el mando de André Masséna. En el siglo XX, la fortificación fue declarada como monumento nacional bajo un decreto publicado el 2 de enero de 1946. Desde entonces, la Dirección General de Edificios y Monumentos Nacionales (DGEMN) procedió a una serie de intervenciones para su restauración, reconstruyendo diversos tramos en las murallas, puertas y torres.